# Виноградівка (ландшафтний заказник)
Виногра́дівка — ландшафтний заказник місцевого значення в Україні. Розташований у Болградському районі Одеської області, поблизу сіл Виноградівка та Владичень.

## Загальні відомості
Площа заказника 297 га. Розташований та території урочища Владичень у 25—27 кварталах Болградського лісництва Ізмаїльського держлісгоспу (ДП «Ізмаїльське лісове господарство»). Створений згідно з рішенням Одеської облради від 09.02.2001 року № 263-ХІІІ, межі заказника регламентуються розпорядженням Болградської районної державної адміністрації від 02.04.2007 року № 208/А-2007.
Заказник створено для охорони ділянок степу, що збереглися у відносно природному стані. На території заказника виявлено рідкісні види плазунів (полоз жовточеревий, ящірка кримська) та деяких рослин. 
Згідно з даними екологічного обстеження 2003 року переважну площу заказника (267 га) становлять лісові насадження. Отже заказник являє собою штучні деревні насадження, серед яких є ділянки степу з рослинами з Червоної книги України.